# Ellipsoid

En 3D-representation av en ellipsoid.

Ellipsoid är en buktig yta av 2:a graden, med tre i allmänhet olika axlar.
Genomskärningen med ett plan är alltid en ellips. Om två axlar är lika stora, kan ytan anses uppkomma genom att en ellips roterat kring sin ena axel. En sådan yta kallas rotationsellipsoid eller sfäroid. Den är tillplattad eller långsmal, allteftersom rotationen skett runt ellipsens lillaxel eller storaxel. Jorden samt himlakropparna i allmänhet har approximativt formen av tillplattade sfäroider eller, om de roterar tillräckligt långsamt, sfärer. Några av månarna i solsystemet liknar mer långsmala sfäroider - Saturnus månar Mimas, Enceladus och Tethys samt Uranus måne Miranda. Dvärgplaneten Haumea har formen av en treaxlig ellipsoid.

## Ekvation
I ett vanligt kartesiskt koordinatsystem (med axlarna x, y och z) är ekvationen för en ellipsoid
{\displaystyle {\frac {x^{2}}{a^{2}}}+{\frac {y^{2}}{b^{2}}}+{\frac {z^{2}}{c^{2}}}=1}
där a, b och c är de tre radierna (mätta längs de tre axlarna).

## Volym
Volymen av en ellipsoid ges av formeln:
{\displaystyle {\frac {4}{3}}\pi abc}
där a, b och c är de tre radierna. Om a = b = c så blir formeln den sedvanliga för ett klots volym.